# Rita Récsei
Rita Récsei (ur. 30 stycznia 1996 w Peczu) – węgierska lekkoatletka specjalizująca się w chodzie sportowym, uczestniczka igrzysk olimpijskich w 2016 roku oraz mistrzostw świata. Z wykształcenia pedagog. 

## Igrzyska olimpijskie
Wzięła udział w chodzie na 20 kilometrów podczas igrzysk w Rio de Janeiro. W finale zajęła 59. miejsce uzyskując czas 1:42:41. 